# Shining Wizard
En Shining Wizard er en wrestlingmanøvre, der benyttes på en modstander, der er ved at rejse sig fra et tidligere angreb, eller sidder på hug: Angriberen løber op på modstanderen ved at bruge knæet/hoften som afsats og hamrer knæet ind i hovedet på modstanderen samtidig med, at angriberen lader sig falde ned på ryggen.